# Ischnea
 Ischnea  F.Muell., 1889 è un genere di piante angiosperme dicotiledoni della famiglia delle Asteraceae (sottofamiglia Asteroideae).

## Etimologia
Il nome scientifico del genere è stato definito dal botanico Ferdinand Jacob Heinrich von Mueller (1825-1896) nella pubblicazione " Transactions of the Royal Society of Victoria" ( Trans. Roy. Soc. Victoria n.s., 1(2): 13 ) del 1889.

## Descrizione
Habitus. Le specie di questo genere hanno un habitus di tipo piccolo-erbaceo perenne. Le superfici delle piante possono essere sia glabre che pubescenti per peli semplici.
Radici. Le radici sono secondarie da rizoma.
Fusto. La parte aerea in genere è eretta, semplice o ramosa.
Foglie. Le foglie sono basali disposte in modo alternato. Il contorno della lamina è intero (o sparsamente dentato) con forme lineari-oblanceolate.
Infiorescenza. Le sinflorescenze sono composte da piccoli capolini isolati. Le infiorescenze vere e proprie sono formate da un capolino terminale peduncolato di tipo radiato. Alla base dell'involucro (la struttura principale del capolino) può essere presente (ma non sempre) un calice formato da alcune brattee fogliacee. I capolini sono formati da un involucro, con forme da cilindriche a campanulate, composto da diverse brattee, al cui interno un ricettacolo fa da base ai fiori di due tipi: quelli esterni del raggio e quelli più interni del disco. Le brattee sono disposte in modo embricato e su due serie e possono essere connate alla base. Il ricettacolo, a volte alveolato, è nudo (senza pagliette a protezione della base dei fiori); la forma è convessa.
Fiori.  I fiori (pochi) sono tetra-ciclici (formati cioè da 4 verticilli: calice – corolla – androceo – gineceo) e pentameri (calice e corolla formati da 5 elementi). Sono inoltre ermafroditi, più precisamente i fiori del raggio (quelli ligulati e zigomorfi) sono femminili; mentre quelli del disco centrale (tubulosi e actinomorfi) sono funzionalmente maschili.
- Formula fiorale:

*/x K {\displaystyle \infty }, [C (5), A (5)], G 2 (infero), achenio
- Calice: i sepali del calice sono ridotti ad una coroncina di squame.
- Corolla: nella parte inferiore i petali della corolla sono saldati insieme e formano un tubo. In particolare le corolle dei fiori del disco centrale (tubulosi) terminano con delle fauci dilatate a raggiera con 4 - 5 brevi lobi più o meno patenti. Nella corolla dei fiori periferici (ligulati) il tubo (più o meno ridotto) si trasforma in un breve prolungamento, terminante più o meno con cinque dentelli. Il colore delle corolle è giallo o purpureo.
- Androceo: gli stami sono 5 con dei filamenti liberi. La parte basale del collare dei filamenti può essere dilatata. Le antere invece sono saldate fra di loro e formano un manicotto che circonda lo stilo. Le antere sono senza coda ("ecaudate"). La struttura delle antere è di tipo tetrasporangiato, raramente sono bisporangiate. Il tessuto endoteciale è polarizzato. Il polline è tricolporato (tipo "helianthoid").[10]
- Gineceo: lo stilo è biforcato con due stigmi nella parte apicale. Nei fiori del disco lo stilo è indiviso e sterile. Le superfici stigmatiche sono continue.  L'ovario è infero uniloculare formato da 2 carpelli.

Frutti. I frutti sono degli acheni con pappo. La forma degli acheni è ellittico-oblunga; la superficie è percorsa da diverse coste longitudinali e può essere glabra. Non sempre il carpoforo è distinguibile. Il pappo è assente.

## Biologia
Impollinazione: l'impollinazione avviene tramite insetti (impollinazione entomogama tramite farfalle diurne e notturne).

Riproduzione: la fecondazione avviene fondamentalmente tramite l'impollinazione dei fiori (vedi sopra).

Dispersione: i semi (gli acheni) cadendo a terra sono successivamente dispersi soprattutto da insetti tipo formiche (disseminazione mirmecoria). In questo tipo di piante avviene anche un altro tipo di dispersione: zoocoria. Infatti gli uncini delle brattee dell'involucro (se presenti) si agganciano ai peli degli animali di passaggio disperdendo così anche su lunghe distanze i semi della pianta. Inoltre per merito del pappo il vento può trasportare i semi anche a distanza di alcuni chilometri (disseminazione anemocora).

## Distribuzione e habitat
Le specie di questo genere sono distribuite in Nuova Guinea.

## Tassonomia
La famiglia di appartenenza di questa voce (Asteraceae o Compositae, nomen conservandum) probabilmente originaria del Sud America, è la più numerosa del mondo vegetale, comprende oltre 23.000 specie distribuite su 1.535 generi, oppure 22.750 specie e 1.530 generi secondo altre fonti (una delle checklist più aggiornata elenca fino a 1.679 generi). La famiglia attualmente (2021) è divisa in 16 sottofamiglie; la sottofamiglia Asteroideae è una di queste e rappresenta l'evoluzione più recente di tutta la famiglia.

### Filogenesi
Il genere di questa voce appartiene alla sottotribù Tussilagininae della tribù Senecioneae (una delle 21 tribù della sottofamiglia Asteroideae). La sottotribù descritta in tempi moderni da Bremer (1994), dopo le analisi di tipo filogenetico sul DNA del plastidio (Pelser et al., 2007) è risultata parafiletica con le sottotribù Othonninae e Brachyglottidinae annidiate al suo interno. Attualmente con questa nuova circoscrizione la sottotribù Tussilagininae s.s. risulta suddivisa in quattro subcladi.
Il genere di questa voce appartiene al subclade abbastanza ben supportato (se si esclude il genere Abrotanella, unico genere della sottotribù Abrotanellinae, in precedenza incluso in questo gruppo) chiamato (informalmente) "Blennospermatinae Nordenstam, 1977" formato dalle specie dei generi Crocidium, Ischnea e Blennosperma. Questo gruppo è caratterizzato da un involucro biseriato, dai fiori del raggio privi del bulbo, da acheni con pappo quasi nullo e numero cromosomico di base x= 7, 8 o 9. In questo piccolo clade Crocidium è "basale" mentre gli altri due generi formano un "gruppo fratello".
l cladogramma seguente, tratto dallo studio citato e semplificato, mostra una possibile configurazione filogenetica del gruppo.
|  | Crocidium                                                |
|  |                                                          |
|  | \| \| Blennosperma \| \| \| \| \| \| Ischnea \| \| \| \| |
|  |                                                          |
|  | Blennosperma                                             |
|  |                                                          |
|  | Ischnea                                                  |
|  |                                                          |

|  | Blennosperma |
|  |              |
|  | Ischnea      |
|  |              |

I caratteri distintivi del genere  Ischnea sono:
- il portamento è erbaceo perenne;
- le foglie sono del tipo rosulato, sono intere o seghettate;
- le sinflorescenze sono formate da capolini di tipo radiato;
- i fiori del disco (funzionalmente maschili) hanno lo stilo indiviso;
- gli acheni sono glabri;
- il pappo è assente.

Il numero cromosomico delle specie di questo genere è: 2n = 18.

### Elenco delle specie
Questo genere ha 6 specie:
- Ischnea brassii H.Rob. & Brettell
- Ischnea capellana  Swenson
- Ischnea elachoglossa  F.Muell.
- Ischnea keysseri  Mattf.
- Ischnea korythoglossa  Mattf.
- Ischnea spathulata  Mattf.